# French Open 2016/Herrendoppel-Rollstuhl
Das Herrendoppel (Rollstuhl) der French Open 2016 war ein Rollstuhltenniswettbewerb in Paris und fand vom 2. bis zum 4. Juni statt.
Titelverteidiger waren Shingo Kunieda und Gordon Reid.

## Setzliste
| Nr. | Paarung                        | Erreichte Runde |
| --- | ------------------------------ | --------------- |
| 01. | Stéphane Houdet Nicolas Peifer | Halbfinale      |
| 02. | Shingo Kunieda Gordon Reid     | Sieg            |

## Ergebnisse
Zeichenerklärung
- Q = Qualifikant
- WC = Wildcard
- LL = Lucky Loser
- ITF = qualifiziert über ITF-Ranking
- ALT = alternate (Ersatz)
- PR = Protected Ranking
- SE = Special Exempt
- r = retired (Aufgabe)
- d = Disqualifikation
- w.o. = walkover
- [ ] = Match-Tie-Break

|  | Halbfinale | Halbfinale                       | Halbfinale | Halbfinale | Halbfinale |  |  | Finale | Finale                          | Finale | Finale | Finale |
|  |            |                                  |            |            |            |  |  |        |                                 |        |        |        |
|  |            |                                  |            |            |            |  |  |        |                                 |        |        |        |
|  | 1          | Stéphane Houdet Nicolas Peifer   | 4          | 4          |            |  |  |        |                                 |        |        |        |
|  |            | Michaël Jeremiasz Stefan Olsson  | 6          | 6          |            |  |  |        |                                 |        |        |        |
|  |            |                                  |            |            |            |  |  |        | Michaël Jeremiasz Stefan Olsson | 3      | 2      |        |
|  |            |                                  |            |            |            |  |  | 2      | Shingo Kunieda Gordon Reid      | 6      | 6      |        |
|  |            | Gustavo Fernández Joachim Gérard | 2          | 3          |            |  |  |        |                                 |        |        |        |
|  | 2          | Shingo Kunieda Gordon Reid       | 6          | 6          |            |  |  |        |                                 |        |        |        |
|  |            |                                  |            |            |            |  |  |        |                                 |        |        |        |